# Maria av Sicilien
Maria av Sicilien, född 2 juli 1363, död 25 maj 1401, var en italiensk monark, regerande drottning av Sicilien och regerande hertiginna av Aten mellan 1377 och 1390. 

## Biografi
Maria var dotter till Fredrik III av Sicilien och Konstantia av Aragonien. 
Hon blev monark vid sin fars död då hon var omyndig, och regeringen sköttes av fyra baroner: Artale Alagona presiderade som regent över Francesco II Ventimiglia, Manfredi III Chiaramonte och Guglielmo Peralta, vilket skulle balansera det italienska och det aragonska partiet. 
De fyra baronerna samarbetade dock inte utan styrde ensamma var sitt område. 1379 kidnappades Maria av greve Guglielmo Raimondo Moncada med godkännande av Peter IV av Aragonien för att förhindra en vigsel med Milanos hertig Giangaleazzo Visconti, och hölls fången i Licata. 
1384 fördes hon till Aragonien där hon år 1389 giftes bort med prins Martin av Aragonien, Peter IV:s sonson. År 1392 återvände Maria till Sicilien med Martin och en aragonsk här och tog makten. Martin blev Marias samregent och de regerade sedan jämsides. 
Maria dog barnlös 1401 och Martin behöll makten även efter hennes död.